# Willie Deane
Willie Morris Deane, más conocido como Willie Deane (nacido el 23 de febrero de 1980 en Nueva York, Nueva York),  es un  exjugador de baloncesto estadounidense. Con 1.88 de estatura, su puesto natural en la cancha es el de escolta.  Auténtico trotamundo del baloncesto, ha llegado a jugar en 12 países distintos: su país, Estados Unidos, Grecia, Turquía, Italia, Ucrania, Bulgaria, Lituania,  Polonia, Francia, España, Rusia y Letonia.

## Trayectoria
- Boston Collage  (1998-1999)
- Universidad de Perdue  (2000-2003)
- Ilisiakos BC  (2003-2004)
- Türk Telekom B.K.  2004-2005)
- Virtus Bologna  (2005)
- Spartak Primorje (2005-2007)
- PBC Lukoil Academic  (2007-2008)
- Žalgiris Kaunas  (2008)
- PBC Lukoil Academic  (2009)
- Turów Zgorzelec (2009)
- PBC Lukoil Academic   (2010)
- SLUC Nancy Basket  (2010-2011)
- BC Odessa   (2011-2012)
- Club Baloncesto Estudiantes  (2012)
- Khimik-OPZ Yuzhny (2013)
- BC Krasny Oktyabr  (2013-2014)
- Olimpia Milano  (2014)
- Pallacanestro Varese (2014-2015)
- BC Krasny Oktyabr  (2015)
- STB Le Havre  (2015-2016)
- BK Ventspils  (2016-2017)
- Champagne Châlons Reims Basket (2017-2018)

## Palmarés
- 2007-08, 2008-09. Lukoil Akademik Sofia (Bulgaria). Copa. Campeón
- 2007-08, 2008-09, 2009-10. Lukoil Akademik Sofia (Bulgaria). Liga búlgara. Campeón
- 2010-11. Sluc Nancy (Francia). Pro A. Campeón
- 2013-14. Olimpia Milano. Serie A. Campeón